# Catacercus fuegianus
Genre
Espèce
Synonymes
- Gonatium fuegianum Tullgren, 1901

Catacercus fuegianus, unique représentant du genre Catacercus, est une espèce d'araignées aranéomorphes de la famille des Linyphiidae.

## Distribution
Cette espèce est endémique de la région de Magallanes au Chili,. Elle se rencontre vers Río Tres Pasos.

## Description
Le mâle décrit par Millidge en 1985 mesure 2,9 mm.

## Publications originales
- Tullgren, 1901 : Contribution to the knowledge of the spider fauna of the Magellan Territories. Svenska Expeditionen till Magellansländerna, vol. 2, no 10, p. 181-263.
- Millidge, 1985 : Some linyphiid spiders from South America (Araneae, Linyphiidae). American Museum novitates, no 2836, p. 1-78 (texte intégral).